# Microstylum simplicissimum
Microstylum simplicissimum är en tvåvingeart som beskrevs av Friedrich Hermann Loew 1852. Microstylum simplicissimum ingår i släktet Microstylum och familjen rovflugor. Inga underarter finns listade i Catalogue of Life.